# Янкевич-Янкелевич, Арнольд Анатольевич
Арнольд Анатольевич Янкевич-Янкелевич (30 июня 1897 года, Киев — 4 июля 1982 года, Киев) — украинский музыкальный педагог, профессор. Один из основателей украинской фортепианной школы. Подготовил плеяду известных пианистов и музыкальных педагогов.

## Биография
Арнольд Анатольевич Янкевич-Янкелевич родился 30 июня 1897 года в Киеве. С 1913 по 1919 год учился в Киевской консерватории (ныне Национальная музыкальная академия Украины имени П. И. Чайковского) по классу фортепиано, педагог Г. М. Беклемишев.
В годы учебы в консерватории был председателем совета старост и председателем правления Экономического студенческого общества, которое помогало студентам в организации обучения и быта.
После окончания консерватории заведовал музыкальным отделом Политуправления 12-й армии (РККА) и репертуарной секцией Всеукраинского музыкального комитета Наркомпроса Украины, работал с выдающимся певцом Л. В. Собиновым. В то время Арнольд Анатольевич выступал как пианист и лектор.
В 1919 году, после окончания Киевской консерватории, А. А. Янкелевич становится адъюнктом профессора Ф. М. Блуменфельда.
В 1921—1982 годах работал преподавателем Киевской консерватории. С 1935 года — профессор. В 1938 году стал заведующим кафедрой камерного ансамбля на фортепианном факультете.
Читал курс «Специальное фортепиано». Работал над проблемами искусства фортепианной игры. Учениками Арнольда Анатольевича были пианисты Л. Вайнтрауб, А. Рощина, Н. Витте, С. Евенко, Н. Каревина, Д. Паперно, Г. Миксон, А. Вериковская, И. Калиновская, композитор И. Шамо.

## Награды и звания
- Орден Ленина (1953).
- Медали.